# Paula Llorens i Camarena
Paula Llorens i Camarena (Canals, 1986) és una actriu, dramaturga i directora de teatre valenciana.
Va estudiar art dramàtic a l'Escola de l'Actor de València, i filologia hispànica a la Universitat de València i es va especialitzar a la Reial Escola Superior d'Art Dramàtic de Madrid.
El 2019 va rebre el premi a la millor versió dels Premis de les Arts Escèniques de la Generalitat Valenciana per la seva adaptació al teatre de Tirant lo Blanc. És la primera versió que dona una visió femenina d'aquest clàssic, sent tan fidel com és possible al text original.
El mateix any va guanyar el Premi Internacional de Dramatúrgia Hispana per la seva obra Inquilinos, obra tragicòmica a la qual compta amb tots els detalls el present i els afectes indispensables per sobreviure d'una família desnonada per la mala gestió bancària. Segons l'informe del jurat: «l'obra mostra que valors com la tendresa, l'humor i el sentit de comunitat romanen essencials per a la convivència i la supervivència. És una obra de teatre que ens convida a resistir». El febrer de 2020 guanya el premi Talent jove de Levante-EMV en la categoria de cultura.
El 2023 va ser guardonada amb el Premi Pere Capellà de teatre en la 52a edició dels Premis Octubre per la seua obra La nòria.